# لیان رایمز
مارگارت لیان رایمز سایبرین با نام مستعار لیان رایمز، یک خواننده سبک پاپ و کانتری، و بازیگر آمریکایی است.
از فیلم‌های او می‌توان به نورهای شمالی اشاره کرد.